# Rabobank
Die Rabobank (vollständige Firma: Coöperatieve Rabobank U.A.) ist eine niederländische Genossenschaftsbank mit Sitz in Utrecht. Bis Jahresende 2015 war die Rabobank Gruppe ein Verbund aus lokalen Genossenschaftsbanken und einer Zentrale (Rabobank Nederland). Zum 1. Januar 2016 schlossen sich die 106 lokalen Rabobanken mit dem Zentralinstitut zu einer einzigen Genossenschaft zusammen.
In den Niederlanden mit seinen 16,9 Mio. Einwohnern hat die Rabobank 7,4 Mio. Kunden, weltweit betreut das Kreditinstitut über 8,6 Mio. Kunden. Gemessen an der Bilanzsumme ist die Rabobank nach eigenen Angaben die zweitgrößte niederländische Bank (Stand: Juli 2016). Insbesondere in den Niederlanden konzentriert sich das Institut auf die Betreuung von Sparguthaben, auf das Hypothekengeschäft sowie auf Finanzdienstleistungen für Privatkunden, Handel, Industrie und Dienstleister. Die Rabobank ist national und international zudem ein bedeutender Finanzdienstleister der Agrar- und Lebensmittelindustrie. In den Niederlanden ist sie hier Marktführer.

## Geschichte

### Hintergrund und Vorgeschichte
In den letzten zwei Jahrzehnten des 19. Jahrhunderts durchlief die Landwirtschaft in den Niederlanden eine schwere Krise. Diese bestand aus Defiziten der Kapitalausstattung, der Produktionstechnik, der Vermarktung und der Finanzierung landwirtschaftlicher Erzeugnisse. Die Banken des Landes waren nicht in den ländlichen Gebieten tätig. 1888 befasste sich eine königliche Kommission  mit der Problematik und empfahl eine Reihe von Maßnahmen. Diese sollten das landwirtschaftliche Know-how und die Agrarausbildung fördern sowie die Optimierung der Produktionstechniken und der Vermarktung herbeiführen. Die Kommission schlug ferner vor, landwirtschaftliche Organisationen beziehungsweise Genossenschaften einzurichten und Finanzierungswege zu finden, die die Unabhängigkeit der Landwirte sicherten. Sie griff damit Gedanken auf, die Friedrich Wilhelm Raiffeisen in Deutschland entwickelt hatte.
Die ersten niederländischen Banken, die den Vorstellungen Raiffeisens entsprachen, wurden ab 1895/1896 gegründet. Bereits 1898 bildeten die Genossenschaftsbanken Zentralorganisationen, die als Dachbanken fungierten: Die bäuerlichen Genossenschaftsbanken des protestantisch geprägten Nordens schlossen sich im Juni zur Coöperatieve Vereeniging van Raiffeisen-Banken en Landbouwvereenigingen mit Sitz in Utrecht zusammen, die des katholisch geprägten Südens schufen im Dezember in Eindhoven die Coöperatieve Centrale Boerenleenbank. Sowohl im Nord-, als auch im Südverbund blieben die Mitgliedsbanken rechtlich selbständig, obwohl sie untereinander hafteten und Direktiven der Dachbanken akzeptierten. Gemäß der genossenschaftlichen Ideen waren die Bauern und später auch die Inhaber von Gartenbau-Betrieben Eigentümer, Mitglieder und Leiter ihrer lokal agierenden Banken. Gewinne der mit relativ niedrigen Kosten arbeitenden Genossenschaftsbanken wurden nicht an die Mitglieder ausgeschüttet, sondern zur Bildung von Eigenmitteln beziehungsweise als Rücklagen genutzt. Im Jahr 1900 gab es landesweit 67 dieser Banken. In den 1920er-Jahren wuchs die Zahl auf über 1200 an. 1955 war mit 1324 die größte Anzahl dieser lokalen Primärbanken erreicht. 500.000 Menschen waren um 1960 Mitglied der Genossenschaftsbanken.
In den 1950er- und 1960er-Jahren reagierten die Genossenschaftsbanken auf den Strukturwandel der Bankwirtschaft und boten neben den stark nachgefragten Girokonten erstmals auch Sparkonten an. Außerdem eröffneten sie erstmals Niederlassungen in Städten. Von Bedeutung war zudem die Erschließung des Hypothekengeschäfts im Eigenheimbau. Auch gewerbliche Kunden aus anderen Branchen begannen, die Dienste der Genossenschaftsbanken zu nutzen. Bankfremde Dienstleistungen wurden ebenfalls in das Portfolio aufgenommen wie Versicherungen und Pauschalreisen.

### Von der Fusion 1972 bis zur Jahrtausendwende
Anfang der 1970er-Jahre verkündeten die beiden Zentralorganisationen die Absicht, ihre Kräfte zu bündeln. Die Fusion zur Coöperatieve Centrale Raiffeisen-Boerenleenbank fand im Dezember 1972 statt. Die neue Bank, die rasch unter dem Namen Rabobank bekannt wurde, fungierte jetzt als Zentralbank der lokalen Primärbanken, deren Zahl zum Zeitpunkt des Zusammenschlusses bei rund 1200 lag. Die Rabobank entwickelte sich bis zur Jahrtausendwende zu einem Allfinanzdienstleister, zugleich nahm sie ihre Internationalisierung in Angriff. So eröffnete beispielsweise der Einstieg bei Van Lanschot Ende 1977 den Zugang zum Private Banking; das Versicherungsgeschäft erweiterte sich 1978 durch die Beteiligung am Makler Bruns, ten Brink & Co sowie durch den Kauf von Interpolis 1990; die Vermögensverwaltung profitierte vom Zusammengehen mit Robeco; beim Leasing und Factoring agierte die Rabobank mithilfe von De Lage Landen. 1981 eröffnete die Rabobank ein Büro in New York, 1998 war sie mit über 100 Niederlassungen in 35 Ländern vertreten.
1980 eröffnete die Rabobank eine Repräsentanz in Frankfurt am Main. Zum 1. Januar 1984 übernahm sie die Mehrheitsanteile an der ADCA, die 1992 zur Rabobank Deutschland AG umfirmierte.
Durch Fusionen örtlicher Rabobanken sank die Zahl der lokalen Primärbanken im niederländischen Heimatmarkt. Im Oktober 1999 lag sie bei 439, die Filialzahl betrug annähernd 1800. In den 1990er-Jahren entstand, getrieben durch Bankenfusionen in den Niederlanden, eine Debatte, ob die Rabobank sich zu einer Geschäftsbank mit Börsennotierung wandeln soll. Die Rabobank entschied sich dagegen, stärkte stattdessen den Genossenschaftsgedanken und warb ab dem Jahr 2000 intensiv um Mitglieder.

### Die Rabobank im 21. Jahrhundert
Zur Bündelung ihres internationalen Geschäfts gründete die Rabobank bereits 1996 die Rabobank International, die jedoch nicht allen Erwartungen gerecht wurde. Insbesondere das am Standort London tätige Investmentbanking sorgte bankintern für Kritik, denn der Return on Investment blieb hinter den prognostizierten Werten. Zudem passte die Kultur des Investmenbankings nicht zu den Traditionen der Rabobank. Auch die im Oktober 1999 begonnenen intensiven Gespräche mit der DG Bank über eine Fusion scheiterten. Stattdessen schloss die Rabobank 2001 mit der WGZ Bank eine Kooperationsvereinbarung.
In Irland kaufte die Rabobank 2002 die ACC Bank, in der Schweiz erwarb sie im März desselben Jahres 28 Prozent der Anteile von Sarasin. Ihre Option auf den Erwerb des Mehrheitsanteils an dieser Privatbank übte sie im Dezember 2006 aus. In den Vereinigten Staaten erweiterte die Rabobank 2005 trotz des gescheiterten Kaufs von Farm Credit Services of America ihre Aktivitäten unter anderem durch den Erwerb der Community Bank of California, 2007 mit dem Kauf von Mid-State Bank & Trust sowie mit dem Erwerb der Butte Community Bank und der Pacific State Bank im Jahr 2010. Weitere Beteiligungen an oder Übernahmen von Banken mit Geschäftsschwerpunkt im Agrar- und Lebensmittelbereich kamen weltweit hinzu. Die Expansion betraf auch Entwicklungsländer. Hier verfolgte die Rabobank seit ihrem jeweiligen Markteintritt zwei Ziele: Sie stellt Bankdienstleistungen für den Agrarsektor bereit, zugleich entwickelt sie das Retail Banking (Standardisiertes Privatkundengeschäft).
Die Rabobank weitete ihr Geschäft auch mit Direktbanken aus. In Deutschland umwirbt die Rabobank seit Mitte 2012 Privatkunden mit RaboDirect. Zu diesem Zeitpunkt war RaboDirect bereits in Belgien (dort als Marktführer), Irland, Polen, Australien und Neuseeland tätig.
Eine Quelle für die Finanzierung der internationalen Expansion blieben die Erträge im Heimatmarkt. Zu ihnen trug ab 2003 auch die FGH Bank bei, ein führender niederländischer Immobilienfinanzierer. Gleiches galt für die Immobiliensparte und die Vermögensverwaltung von Bouwfonds, einem Projektentwickler, den ABN Amro im Sommer 2006 veräußerte.
Im Einklang mit der Expansion warb die Rabobank erfolgreich um neue Mitglieder. Während sie 1999 510.000 Mitglieder zählte, waren es Ende 2015 rund 1,945 Mio. Die Bank ermöglichte in den Jahren 2000, 2001, 2002 und 2005 den Erwerb von Mitgliedszertifikaten. Seit Anfang 2014 sind diese Papiere an der Euronext Amsterdam gelistet.
Die Rabobank hat in ihrer Geschichte stets Gewinne ausgewiesen. Auch die Subprime- bzw. Kreditkrise überstand sie relativ gut. Hierin unterschied sie sich deutlich von ihren wichtigsten inländischen Mitbewerbern, der ING Groep und der ABN Amro. Dennoch begann die Bank 2010, einige ihrer Vermögenswerte zu verkaufen: Im Sommer 2012 gingen die Sarasin-Anteile an die brasilianische Safra Group. Im selben Jahr trennte sie sich auch von Anteilen an der indischen Yes Bank. 2013 veräußerte die Rabobank 90 Prozent von Robeco an ORIX. Im September 2014 fand der Verkauf der polnischen BGZ an die BNP Paribas seinen Abschluss. Im Sommer 2016 erwarb Daimler Financial Services die Athlon Car Lease International von der Rabobank Gruppe, die Transaktion soll bis Jahresende 2016 erfolgen.
Mit Imageproblemen hatte die Bank zu kämpfen, nachdem publik wurde, dass das von ihr gesponserte Radsport-Team in Dopingfälle verwickelt war. Im Jahr 2013 trat Piet Moerland, der Vorstandsvorsitzende der Rabobank, zurück, weil Mitarbeiter seines Instituts am Libor-Skandal beteiligt waren. Die Rabobank verglich sich aus diesem Grund mit den Strafverfolgungsbehörden und zahlte ein Bußgeld von 774 Mio. Euro.
Zum 1. Januar 2016 schlossen sich die 106 lokalen Rabobanken mit dem Zentralinstitut zu einer einzigen Genossenschaft mit gemeinsamer Banklizenz und gemeinsamem Jahresabschluss zusammen.

## Geschäftsstrategie und Geschäftsbereiche

### Strategie
Bis 2020 verfolgt die Rabobank nach Eigenangaben eine Strategie, die zum einen auf eine stärkere Kundenorientierung abzielt. Zum anderen will sie als Partnerbank vieler kleiner und mittlerer Betriebe unternehmerisches Denken und Handeln fördern. Darüber hinaus begreift sie ihre globale Aufgabe als „Banking for Food“: Ihre Bankdienstleistungen sollen dazu dienen, für die Weltbevölkerung Agrarprodukte und Lebensmittel in ausreichender Menge und Vielfalt zur Verfügung zu stellen. Die Rabobank will sich auf diese Aufgaben konzentrieren und prüft, inwieweit einzelne Bereiche der Rabobank Gruppe substanziell zu diesem Kerngeschäft beitragen. Bis 2020 plant sie zudem eine Verbesserung ihrer Ausstattung mit Eigenmitteln.

### Geschäftsbereiche
Die Gesamtheit der Geschäftsbereiche der Rabobank umfasst Retail Banking, das Firmenkundengeschäft, Leasing und Immobilien-Services.
Im Privatkundengeschäft des Heimatmarktes befasst sich die Bank vorzugsweise um den Zahlungsverkehr, Spareinlagen, Hypotheken, Geldanlagen und Versicherungen. Das Firmenkundengeschäft innerhalb der Niederlande umfasst Geschäftskunden aller Branchen. Das internationale Firmenkundengeschäft konzentriert sich auf Unternehmen der Landwirtschaft sowie der Agrar- und Lebensmittelindustrie.
Außerhalb der Niederlande betreibt die Rabobank das Privatkundengeschäft in den Vereinigten Staaten, Irland und in Indonesien. Über RaboDirect unterhält sie außerdem Geschäftsbeziehungen mit Privatkunden in Belgien, Deutschland, Irland, Australien und Neuseeland.
DLL, früher De Lage Landen, ist innerhalb der Rabobank Gruppe das Unternehmen für Leasing-Dienste. DLL ist in 35 Ländern tätig. Zu DLL gehört bis Jahresende 2016 Athlon als international tätiges Leasing-Unternehmen für den Kraftfahrzeugmarkt; im Sommer 2016 wurde der Verkauf an Daimler Financial Services bekannt gegeben. Auch Freo, ein Online-Anbieter für Konsumentenkredite, gehört zu DLL.
Für das Immobiliengeschäft ist die Rabo Real Estate Group zuständig. In den Niederlanden – in geringerem Ausmaß auch in Frankreich und Deutschland – befasst sie sich mit der Entwicklung von Immobilien und Flächen sowie entsprechenden Investments. Unter ihrem eigenen Namen bietet die Rabobank außerdem die Finanzierung von Privatimmobilien und Gewerbeimmobilien an. Viele Jahre lang war im Bereich der Gewerbeimmobilien auch die FGH Bank tätig, bis sie zum Ende des ersten Quartals 2015 in der Rabobank aufging.

### RaboDirect
In Belgien, Deutschland, Irland, Australien und Neuseeland erreicht die niederländische Genossenschaftsbank mit RaboDirect Privatkunden. In Deutschland ist RaboDirect keine eigenständige Bank, sondern ein Geschäftsbereich der niederländischen Rabobank. Als Teil der Zweigniederlassung Frankfurt am Main bietet sie Sparprodukte an, die sich in der Laufzeit der Spareinlagen unterscheiden.
RaboDirect ist als Geschäftsbereich der Rabobank Mitglied in der gesetzlichen niederländischen Einlagensicherung. Sie sichert Einlagen in derselben Höhe ab wie die gesetzliche deutsche Einlagensicherung: Bis 100.000 Euro pro Person sind abgesichert.
Die Gesamtsumme der durch die Direktbank länderübergreifend verwalteten Einlagen belief sich Ende 2015 auf 30,5 Mrd. Euro. Die Zahl der RaboDirect-Kunden lag bei rund 900.000. Durch die Aktivitäten von RaboDirect wurden 22 Prozent aller Spareinlagen innerhalb der Rabobank Gruppe generiert.
Im Mai 2021 gab die Rabobank Gruppe auf ihrer Webseite bekannt, durch eine Schließung in den nächsten Monaten das Direktbankgeschäft in Europa einzustellen. Betroffen seien RaboDirect Deutschland und die Rabobank.be, die Direktbank der Rabobank Gruppe in Belgien. RaboDirect Deutschland wurde zum 31. Dezember 2021 aufgrund der anhaltend negativen Marktlage geschlossen.

### Tochterunternehmen und Beteiligungen
100-prozentige Tochtergesellschaften der Rabobank sind:
- Bouwfonds IM[68] (Immobilien)
- BPD Europe B.V.[69] (Immobilien)
- DLL[70] (Leasing)
- Obvion[71] (Hypotheken)

Die Rabobank ist an folgenden Unternehmen und Banken beteiligt:
- ACC Loan Management[72] (internationales Privatkundengeschäft)
- Achmea[73] (Versicherungen)
- BGZ BNP Paribas[74] (internationales Privatkundengeschäft)
- MyOrder (ehemalige Mobile App für Bestell- und Bezahlvorgänge sowie für die Abwicklung von Parkgebühren, übernommen von Ease2pay[75])
- Rembrandt Fusies & Overnames[76] (Beratung für Mergers & Acquisitions)
- Robeco[77] (Vermögensverwaltung)
- Banco Regional[78] (Bank in Paraguay)
- Banco Sicredi[79] (Bank in Brasilien)
- Banco Terra[80] (Bank in Mosambik)
- BPR[81] (Bank in Ruanda)
- DFCU[82] (Bank in Uganda)
- Finterra[83] (Bank in Mexiko)
- LAAD, Latin American Agribusiness Development Corporation[84] (Investment- und Entwicklungsgesellschaft für Lateinamerika mit Sitz in Coral Gables, Florida)
- NMB[85] (Bank in Tansania)
- Zambia National Commercial Bank[86] (Bank in Sambia)

Zum Jahresende 2015 nannte die Rabobank – abgesehen von den damals 106 lokalen Rabobanken und der Zentrale – circa 700 Gesellschaften, Rechtsträger und Einheiten, an denen sie beteiligt war und die im Jahresabschluss konsolidiert wurden.

### Marktposition
Gemessen an der Bilanzsumme ist die Rabobank die zweitgrößte Bank der Niederlande (Stand: Juli 2016). Im Markt für Hypotheken verfügt sie über einen Anteil von 20 Prozent, in dem für Spareinlagen beträgt dieser Wert 35 Prozent. Im Markt für Firmenkunden aus Handel, Industrie und Dienstleistungen liegt ihr Marktanteil bei 42 Prozent, im Markt der Finanzdienstleistungen für den Agrar- und Lebensmittelsektor bei 84 Prozent (Werte jeweils für 2015).

## Organisation und Zahlen

### Kundenstruktur und nationale Märkte
Die Bank betreut 8,6 Mio. Kunden, 7,4 Mio. von ihnen kommen aus den Niederlanden. Unter den niederländischen Kunden sind 800.000 gewerbliche.
- In der Eurozone ist die Rabobank in folgenden Ländern tätig: Belgien, Deutschland, Finnland, Frankreich, Irland, Italien, Luxemburg, Österreich, Portugal und Spanien.
- Weitere europäische Länder, in denen die Rabobank Leistungen anbietet, sind: Dänemark, Großbritannien, Norwegen, Polen, Rumänien, Russland, Schweden, Schweiz, Tschechien, Türkei und Ungarn.
- In Nordamerika ist die Rabobank in Kanada und in den USA vertreten.
- In Mittel- und Südamerika agiert die Rabobank in Argentinien, Brasilien, auf den Cayman Islands, in Chile, auf Curaçao und in Mexiko.
- In Asien ist die Bank in China, Indien, Indonesien, Japan, Malaysia, Singapur und Südkorea tätig.
- Hinzu kommen noch Australien und Neuseeland sowie Mauritius und Kenia.[88]

### Leitung und Mitarbeiter
Der geschäftsführende Verwaltungsrat der Bank wird von Wiebe Draijer geleitet. Mitglieder des Verwaltungsrates sind darüber hinaus Bas Brouwers, Ralf Dekker, Petra van Hoeken, Berry Marttin, Rien Nagel und Jan van Nieuwenhuizen.
Wout Dekker leitet den Aufsichtsrat. Weitere Mitglieder dieses Kontrollgremiums sind Ron Teerlink, Irene Asscher-Vonk, Leo Degle, Leo Graafsma, Arian Kamp, Erik van de Merwe und Marjan Trompetter.
Ende 2015 beschäftigte die Bank rund 52.000 Mitarbeiter weltweit. Zirka 40.000 arbeiteten in den Niederlanden, die restlichen 12.000 im Ausland. 51,8 Prozent des Personals waren weiblich. Der Anteil der Frauen in Führungspositionen lag bei 28,8 Prozent. Im Dezember 2015 kündigte die Bank an, von 2016 bis 2018 rund 9.000 Stellen abzubauen.

### Jahresergebnisse
| Jahr | Bilanz- summe | Nettogewinn | Gewinn- wachstum | Quote des harten Kernkapitals | Eigenmittel | Rentabilität der Eigenmittel |
| ---- | ------------- | ----------- | ---------------- | ----------------------------- | ----------- | ---------------------------- |
| 2011 | 731,665 €     | 2,627 €     | −5,2 %           | 12,7 %                        | 45,001 €    | 7,6 %                        |
| 2012 | 750,710 €     | 2,058 €     | −21,7 %          | 13,1 %                        | 42,080 €    | 5,4 %                        |
| 2013 | 669,095 €     | 2,007 €     | −2,5 %           | 13,5 %                        | 38,534 €    | 5,2 %                        |
| 2014 | 681,086 €     | 1,842 €     | −8,2 %           | 13,6 %                        | 38,871 €    | 5,2 %                        |
| 2015 | 670,373 €     | 2,214 €     | 20,2 %           | 13,5 %                        | 41,280 €    | 6,5 %                        |

### Rating
Von 1981 bis 2011 erhielt die Rabobank ununterbrochen die höchsten Ratings (Triple A) der Ratingagenturen. Zeitweilig war sie die letzte nichtstaatliche Bank der Welt, die eine solche Bewertung vorweisen konnte.
| Ratingagentur     | Langzeit-Rating | Ausblick | Kurzfrist-Rating |
| ----------------- | --------------- | -------- | ---------------- |
| Moody’s           | Aa2             | Stable   | P-1              |
| Standard & Poor’s | A+              | Stable   | A-1              |
| Fitch             | AA-             | Stable   | F1+              |
| DBRS              | AA              | Stable   | R-1 (high)       |

Die Zeitschrift Global Finance listete im November 2015 die 50 sichersten Banken der Welt auf. Die Rabobank belegte dabei Platz 14.

## Regelverstöße und Kritik

### Radsport
Die Rabobank sponserte ab 1996 den Radsport. Im Mittelpunkt stand dabei das Team, das den Namen der Bank trug: das Rabobank Cycling Team (heute Jumbo-Visma). Mehrere Fahrer, Teamleiter und Ärzte waren in Dopingfälle verwickelt. Von ihnen war Michael Rasmussen der bekannteste Athlet. Er wurde von seinem Team während der Tour de France 2007 suspendiert, da ein erheblicher Dopingverdacht bestand. Rasmussen hatte sich vorher mehrfach Dopingkontrollen entzogen. Im Oktober 2012 kündigte Rabobank an, zum Jahresende 2012 das Sponsoring des Männer-Profi-Teams einzustellen. Durch die Dopingpraktiken musste die Bank Imageprobleme befürchten.

### Beteiligung am Libor-Skandal
Aufgrund der Beteiligung einiger ihrer Händler an der jahrelangen Manipulation von Interbankenzinssätzen (→Libor-Skandal) zahlte die Bank im Oktober 2013 ein Bußgeld von 774 Mio. Euro an britische, amerikanische und niederländische Behörden, mit denen sie sich außergerichtlich verglichen hatte. Ihr damaliger Vorstandsvorsitzender Piet Moerland trat daraufhin zurück. Im November 2013 trat Sipko Schat, ein weiteres Vorstandsmitglied der Rabobank, ebenfalls zurück.

### Vorwurf des Land Grabbing
Im November 2015 warf ein Team von niederländischen und rumänischen Investigativ-Journalisten der Rabobank vor, in Rumänien zum Nachteil von Kleinbauern „Land Grabbing“ zu praktizieren und sich dabei vor Ort der Hilfe korrupter und krimineller Personen zu bedienen. Die Vorwürfe richteten sich gegen Rabo Farm, ein Agrarland-Investmentfonds, der zu Bouwfonds IM zählt. Rabo Farm antwortete auf die Vorwürfe mit dem Hinweis, die Due-Diligence-Prüfung habe keine derartigen Erkenntnisse ergeben.

### Geldwäsche in Kalifornien
Eine Grand Jury befasst sich 2016 mit der Frage, ob Angestellte der Rabobank in Kalifornien von Geldwäsche wussten oder an ihr beteiligt waren. Bei dem fraglichen Geld soll es sich um Drogengeld gehandelt haben. Die Rabobank betont, mit den Behörden zu kooperieren. 2018 wurde die Rabobank gerichtlich zur Zahlung von 369 Mio. US-Dollar verurteilt, weil Geldwäsche praktiziert und anschließend vertuscht worden sei. Weitere 50 Mio. US-Dollar hatte die Bank an das Office of the Comptroller of the Currency zu zahlen.

## Expertise, Soziales und Mitgliedschaften

### Expertise
Für ihre Kunden und für eigene Zwecke betreibt die Rabobank ein umfangreiches Research. Es erstreckt sich auf drei Bereiche:
- Rund 80 Mitarbeiter kümmern sich um Food & Agribusiness Research and Advisory. Sie beschäftigen sich weltweit mit Themen und Trends im Agrar- und Lebensmittelsektor.[107]
- Das Economic Research[108] verfolgt, analysiert und prognostiziert ökonomische Entwicklungen in den Niederlanden und weltweit.
- Das Financial Markets Research befasst sich mit Entwicklungen auf den globalen Finanzmärkten.[109]

### Verbandsmitgliedschaften
Die Rabobank ist Vollmitglied der European Association of Co-operative Banks. Als ordentliches Mitglied gehört sie ferner der Internationalen Raiffeisen-Union an. Seit Gründung 1977 ist sie ebenfalls Mitgliedsbank der Unico Banking Group.

## Anhang